# チレント

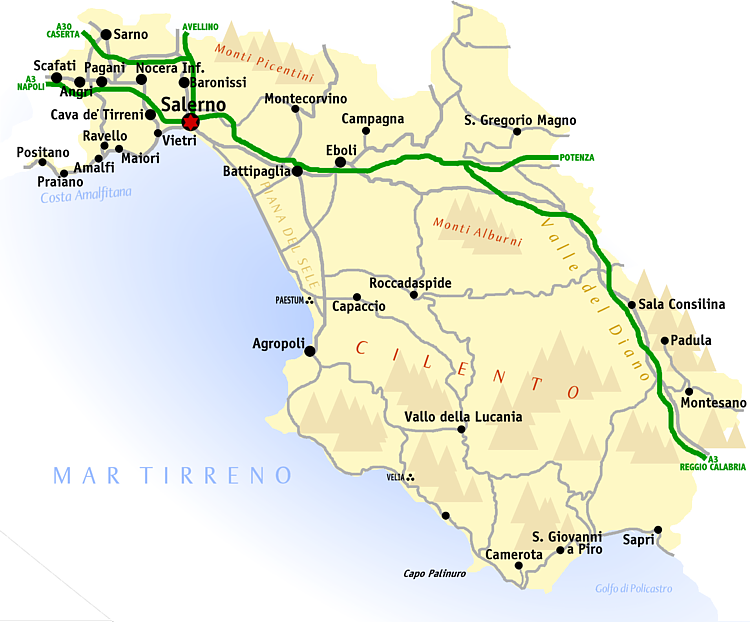
サレルノ県概略図

チレント（イタリア語: Cilento）は、イタリア・カンパニア州南部の地域名。サレルノ県の中部・南部一帯にあたり、ティレニア海沿岸地域にはサレルノ湾やポリカストロ湾を有する。南イタリアの重要な観光地のひとつである。
1991年には、ヴァッロ・ディ・ディアーノと合わせて、ユネスコの世界遺産、「チレントおよびヴァッロ・ディ・ディアーノ国立公園」に指定された。また、ヴァッロ・ディ・ディアーノとアルブルニ山脈と共にユネスコ世界ジオパークにも指定される。
チレントは地中海食の中心地のひとつとも言われる。

## 地理
チレント海岸はティレニア海に面したパエストゥムからサプリ近郊のポリカストロ湾の地域を指す。観光地の中心は内陸部の小村がほとんどで、例えばサンタ・マリア・ディ・カステッラバーテ、アッチャロリ、ヴェーリア、パリヌロ、マリナ・ディ・カメロタ、スカリオ、ポリカストロ・ブッセンティーノなどである。
内陸部の境界はアルブルニ山脈とヴァッロ・ディ・ディアーノ（サーラ・コンシリーナがその中心で、この地もチレント地域の一部と見なす場合もある）である。チレントで最も重要な町は、中央部にヴァッロ・デッラ・ルカーニア、そしてサプリとアグローポリである。アグローポリはチレント最大の町で、主な港となっている。これらの地域のほとんどは、チレントおよびヴァッロ・ディ・ディアーノ国立公園に含まれている。

## 歴史

### 古代ギリシャ植民地
この地域はギリシャ神話や伝説に満ちており、それらはパエストゥム（ポセイドニア神殿）やヴェーリア（古代都市エレア）などの遺跡などでも見られる。ヴェーリアはまた哲学者パルメニデスやゼノン、サモスのメリッソスも含む前ソクラテス期哲学のエレア派の根拠地でもあった。
チレントはラテン語で「（アレント川の）こちら側」(Cis Alentum)と言う意味である。

### カンパニア州の6つ目の県候補
1990年代にチレントをカンパニア州の新県とする提案が出された。この提案は実現しなかったが、その理由は特に県庁をどこにおくかの選択が難しいと言う点であった。ヴァッロ・デッラ・ルカーニア（もっとも中心に近い）、アグローポリ（最大の町、北部）、サーラ・コンシリーナ（ヴァッロ・ディ・ディアーノで最も人口が多い）、サプリ（南部最大の町、最大の鉄道駅がある）。最近ではチレントをカンパニア州からバジリカータ州に移し、そちらで新県とするという提案もある。

## 国立公園・世界遺産
チレント地域の多くの場所は、地域の風景保存と観光振興のためにチレントおよびヴァッロ・ディ・ディアーノ国立公園（Parco Nazionale del Cilento, Vallo di Diano e Alburni、現在は「チレント、ヴァッロ・ディ・ディアーノおよびアルブルニ国立公園」と改称）に1991年に設定された。
また、1997年からユネスコの生物圏保護区（チレントとバッロ・ディ・ディアーノ生物圏保護区）となった。さらに1998年にユネスコ世界遺産（パエストゥムとヴェーリアの考古遺跡群やパドゥーラのカルトゥジオ修道院を含むチレントおよびヴァッロ・ディ・ディアーノ国立公園）となった。